# Pedunculozetes andinus
Pedunculozetes andinus är en kvalsterart som beskrevs av Hammer 1962. Pedunculozetes andinus ingår i släktet Pedunculozetes och familjen Chamobatidae. Inga underarter finns listade i Catalogue of Life.